# Pogoń za rentą
Pogoń za rentą (ang. rent-seeking, dosł. „poszukiwanie renty”) – zjawisko polegające na dążeniu przez osoby fizyczne, przedsiębiorstwa lub inne organizacje (np. grupy interesów) do uzyskania korzyści materialnych przez wywieranie wpływu na otoczenie gospodarcze lub stan prawny.
Termin został po raz pierwszy wprowadzony do literatury w 1974 roku przez Anne Krueger w artykule zatytułowanym The Political Economy of the Rent-Seeking Society, jednak samo zjawisko było rozważane już wcześniej, między innymi zostało opisane w 1967 roku przez Gordona Tullocka w artykule zatytułowanym The Welfare Costs of Tariffs, Monopolies, and Theft.
Przez aktywne poszukiwanie renty rozumie się wydatkowanie zasobów prywatnych przedsiębiorstw i grup interesów w celu uzyskania ochronnej regulacji ze strony rządu.

## Teoria aktywnego poszukiwania renty
Aktywne poszukiwanie renty obejmuje działania legalne w odróżnieniu od korupcji. Niemniej jednak, nie tworzą one wartości i generują duże koszty dla gospodarki.
Podaż na tym swoistym rynku tworzą politycy, urzędnicy różnych szczebli oraz sędziowie. Są oni zainteresowani uzyskaniem legalnej zapłaty, nie naruszającej ich dobrego imienia i możliwości dalszej kariery. Z kolei popyt na usługi regulacyjne zgłaszają przedsiębiorstwa i branżowe grupy interesów, dla których regulacja może być tańsza niż np. porozumienia kartelowe i skuteczniej chronić je przed wtargnięciem nowych firm na rynek.

## Pojęcie renty
Pojęcie renty w klasycznym ekonomicznym znaczeniu wprowadzonym przez Davida Ricardo oznacza dochód uzyskiwany z posiadania ziemi jako czynnika produkcji występującego w ograniczonej ilości (o stałej podaży) i służącego do produkcji dóbr (u Ricardo przede wszystkim żywności, na którą popyt stale rośnie wraz ze wzrostem liczby ludności). Pojęcie to bywa również używane w odniesieniu do przychodów pochodzących z posiadania wszelkich ograniczonych zasobów, nie tylko ziemi, przekraczających koszty, czyli zysku z działalności gospodarczej, czy też renty gruntowej (dochody z dzierżawy ziemi).
Szczególną formą renty jest zysk monopolowy, który może być uzyskany na dwa sposoby. Monopol naturalny wiąże się ze specyfiką danej branży, powodującą, że naturalnym stanem jest istnienie jednego producenta, np. w przypadku wysokich korzyści skali. Monopol sztuczny pojawia się w przypadku celowego dążenia producenta do przejęcia kontroli nad całością rynku.
Pogoń za rentą ekonomiczną przy założeniu doskonałej konkurencji jest zjawiskiem korzystnym dla gospodarki i wiąże się z efektywnym wykorzystaniem zasobów. Inaczej jest w przypadku monopoli, które kontrolując wielkość podaży dobra na rynku produkują mniej i po wyższych cenach. Wyjątkiem mogą być monopole działające np. dzięki przepisom chroniącym prawa autorskie lub rozwiązania technologiczne, gdyż zapewnienie zysku monopolowego stanowi dobrą motywację dla twórców i wynalazców.
Inaczej na tym tle wygląda renta polityczna. O ile wymienione wcześniej rodzaje działalności wiązały się z dostarczaniem na rynek produktów lub usług, o tyle pogoń za rentą polityczną wykorzystuje ograniczone zasoby bez zwiększania podaży dóbr. Renta polityczna występuje bowiem pod postacią transferu dochodów od jednych podmiotów do innych dzięki wykorzystaniu mechanizmów władzy politycznej. Podaż na tym swoistym rynku tworzą politycy, urzędnicy różnych szczebli oraz sędziowie. Są oni zainteresowani uzyskaniem legalnej zapłaty, nie naruszającej ich dobrego imienia i możliwości dalszej kariery. Z kolei popyt na usługi regulacyjne zgłaszają przedsiębiorstwa i branżowe grupy interesów, dla których regulacja może być tańsza niż np. porozumienia kartelowe i skuteczniej chronić je przed wtargnięciem nowych firm na rynek.
Pogoń za rentą polityczną jest niekorzystna z punktu widzenia gospodarki, angażuje bowiem zasoby w sposób nieefektywny (nieproduktywny), może przyczynić się także do powstania efektów zewnętrznych, np. w postaci napięć społecznych wywołanych poczuciem niesprawiedliwości. Zjawisko pogoni za rentą jest najczęściej utożsamiane właśnie z pojęciem renty w znaczeniu renty politycznej.

## Przykłady pogoni za rentą
- Protekcjonizm – krajowi producenci naciskając na państwo uzyskują przywileje polegające na ochronie przed konkurencją zagraniczną (muszącą np. płacić cła) kosztem konsumentów, którzy muszą płacić wyższe ceny. Warto podać tu jako przykład elbląską firmę Halex. W 1998 r. firma ta była największym importerem węgla z Rosji i zatrudniała około 500 pracowników[7]. By bronić polskie górnictwo, w styczniu 1999 r. ówczesny minister gospodarki Janusz Steinhoff wprowadził kontyngent ograniczający import węgla energetycznego ze Wschodu. Jednocześnie urzędy celne zatrzymały tysiące wagonów Halexu na przejściach granicznych[8]. Sprawa o odszkodowanie za ograniczenie wolności działalności gospodarczej toczy się bezskutecznie przed polskimi sądami od wielu lat.
- Monopolizacja – producenci zyskujący pozycję monopolisty (np. dzięki licencji wyłączności) mogą oczekiwać wyższego zysku, również kosztem konsumenta. Przykładem takim jest uzyskanie ochronnej regulacji przez Pocztę Polską na dostarczanie listów do 50 g.
- Kradzież – złodziej zyskuje skradzione dobro, jednak koszt gospodarczy jego pozyskania nie jest zerowy (wykorzystywane są zasoby, choćby „praca” złodzieja), a straty okradzionego wyższe niż wartość dobra (sama wartość dobra powiększona o koszty zabezpieczania się przed kradzieżą)

## Sposoby zdobywania renty politycznej
Najprostszy jest podział na dwa sposoby uzyskania renty politycznej:
- legalny (np. uregulowany prawnie lobbing)
- nielegalny (np. korupcja)

Z czysto gospodarczego punktu widzenia oba sposoby są niekorzystne dla gospodarki, gdyż nieproduktywnie angażują zasoby, jednak korupcja ma więcej negatywnych skutków niż lobbing, poza tym lobbing może w niektórych przypadkach służyć do przeforsowania słusznych gospodarczo projektów, natomiast korupcja pojawia się często tam, gdzie projekty nie mogą liczyć na legalnie zdobyte poparcie właśnie ze względu na ich gospodarczą lub społeczną szkodliwość.
Do pogoni za rentą polityczną przyczyniają się następujące zjawiska:
- rozbudowana polityka handlowa (cła, akcyzy, koncesje, kontyngenty, subsydia eksportowe)
- skomplikowane procedury związane z rozpoczynaniem i prowadzeniem działalności gospodarczej
- stosowanie licznych instrumentów regulacji procesów gospodarczych
- skomplikowana, zmienna lub nadmierna polityka fiskalna
- zamówienia publiczne
- subsydiowanie niektórych rodzajów działalności

## Przykłady przepisów w polskim ustawodawstwie umożliwiające zdobywanie renty politycznej
Art. 17 Konstytucji RP z 1997 mówi:
1. W drodze ustawy można tworzyć samorządy zawodowe, reprezentujące osoby wykonujące zawody zaufania publicznego i sprawujące pieczę nad należytym wykonywaniem tych zawodów w granicach interesu publicznego i dla jego ochrony.
2. W drodze ustawy można tworzyć również inne rodzaje samorządu. Samorządy te nie mogą naruszać wolności wykonywania zawodu ani ograniczać wolności podejmowania działalności gospodarczej.
Powoływanie samorządów w drodze ustawy jest klasyczną formą aktywnego poszukiwania renty (pogoni za rentą). Ustrojodawca rozróżniając samorządy zawodowe od samorządów gospodarczych, miał na celu w szczególności uniknięcie nadużyć określonych zrzeszeń zawodowych w zakresie obostrzenia warunków dopuszczalności do wykonywania zawodu, których wprowadzenie służyłoby przede wszystkim interesom podmiotów już uprawnionych do prowadzenia danego zawodu. Problem jest jednak taki, że Konstytucja nie definiuje pojęcia zawodu zaufania publicznego co powoduje coraz bardziej powszechne dążenie przedstawicieli kolejnych zawodów do stworzenia dla nich samorządów zawodowych. Tytułem przykładu, warto wskazać na samorząd zawodowy rzemieślników, który obowiązywał do 12.02.2002. Co było powodem tego, że zmiana w tej ustawie (prawie 5 lat o wejścia w życie Konstytucji) organizacji z samorządu zawodowego na gospodarczy trwała tak długo, nie trudno się domyślać.

## Polityka rolna Unii Europejskiej jako przykład istnienia renty politycznej
W celu utrzymania dochodów rolników na stosunkowo wysokim poziomie przy utrzymaniu konkurencyjności rodzimej żywności Unia Europejska wprowadziła szczególnie rozbudowaną politykę rolną, stwarzającą liczne szanse uzyskania renty politycznej. W efekcie, w większości dochody rolników są skutkiem działania nie rynku, ale rządów oraz Unii Europejskiej. Stosowane są następujące metody interwencjonizmu, protekcjonizmu i redystrybucji:
- sztucznie ustalone ceny produktów rolnych
- cła, kontyngenty i subsydia eksportowe
- publicznie organizowany skup i magazynowanie produktów rolnych
- limitowanie produkcji
- dopłaty bezpośrednie dla rolników
- subsydiowanie rent i emerytur dla rolników.